# Société Nyama
La société Nyama, ou Nyamakala, est une société de castes bambara. Elle est structurée en  catégories sociales de griots (djeli), de forgerons (noumou), de tisserands, de cordonniers (garanké), etc. Société d'artistes et d'artisans, les nyama jouent le rôle de conciliateurs, de régulateurs sociaux et de gardiens des arts et cultures dans la société bambara.

## Autres sources
- Présidentielles guinéennes : Des leaders politiques frappés par la Charte de Kouroukan-Fouga, L'Observateur guinéen, 23 avril 2009 (archive du 20 février 2014, consultée le 24 novembre 2023)
- Qu'est-ce-que le Nyamakala ?, sur lafibala.org (archive du 20 février 2014, consultée le 24 novembre 2023)